# Parrocchie della diocesi di Pistoia
Le parrocchie della diocesi di Pistoia sono 160 suddivise in 9 vicariati e sono distribuite comuni e frazioni delle province di Pistoia, Prato e Firenze.

## Eccezioni all'estensione della diocesi
A causa delle delimitazioni storiche, la diocesi talvolta non comprende del tutto un territorio comunale, lasciando alcune parrocchie alle diocesi limitrofe. I casi in proposito sono:
- Vinci, le parrocchie delle frazioni di Sovigliana e Spicchio, fanno parte dell'arcidiocesi di Firenze e le parrocchie di Apparita e Streda appartengono alla diocesi di San Miniato;

## Vicariato di Pistoia Centro
Comprende 10 parrocchie del centro storico e della periferia di Pistoia. La popolazione del territorio ammonta a circa 24.500 unità.
| Parrocchia                        | Patrono                    | Comune  | Frazione/Quartiere      | Popolazione | Web |
| --------------------------------- | -------------------------- | ------- | ----------------------- | ----------- | --- |
| Cattedrale                        | San Zeno                   | Pistoia | Centro Storico          |             |     |
| Madonna dell’Umiltà (chiesa)      | Vergine Maria              | Pistoia | Centro Storico          |             |     |
| Sant’Agostino                     | Sant’Agostino              | Pistoia | Pistoia - Sant'Agostino |             |     |
| San Bartolomeo (chiesa)           | San Bartolomeo             | Pistoia | Centro Storico          |             |     |
| Santi Filippo e Prospero (chiesa) | San Filippo e San Prospero | Pistoia | Centro Storico          |             |     |
| San Francesco (chiesa)            | San Francesco d’Assisi     | Pistoia | Centro Storico          |             |     |
| San Giovanni Forcivitas (chiesa)  | San Giovanni Evangelista   | Pistoia | Centro Storico          |             |     |
| Sant’Ignazio di Loyola (chiesa)   | Sant’Ignazio di Loyola     | Pistoia | Centro Storico          |             |     |
| San Paolo (chiesa)                | San Paolo                  | Pistoia | Centro Storico          |             |     |
| Santi Vitale e Benedetto (chiesa) | San Vitale e San Benedetto | Pistoia | Centro Storico          |             |     |

## Vicariato del Suburbio
Comprende 8 parrocchie della periferia cittadina e di alcune frazioni del comune di Pistoia. La popolazione del territorio ammonta a circa 30.900 unità.
| Parrocchia                    | Patrono               | Comune  | Frazione/Quartiere                  | Popolazione | Web |
| ----------------------------- | --------------------- | ------- | ----------------------------------- | ----------- | --- |
| Cuore Immacolato di Maria     | Vergine Maria         | Pistoia | Pistoia - Quartiere Belvedere       | 1900        |     |
| San Michele Arcangelo         | San Michele Arcangelo | Pistoia | Pistoia - Quartiere Casermette      | 3880        |     |
| Santa Maria Assunta           | Vergine Maria         | Pistoia | Pistoia - Chiesanuova in Gora       | 5000        |     |
| Immacolata                    | Vergine Maria         | Pistoia | Pistoia - Quartiere Porta San Marco | 6000        |     |
| Beata Vergine Maria (chiesa)  | Vergine Maria         | Pistoia | Pistoia - La Vergine                | 5300        |     |
| San Biagio in Cascheri        | San Biagio            | Pistoia | San Biagio in Cascheri              | 3000        |     |
| San Rocco (chiesa)            | San Rocco             | Pistoia | San Rocco                           | 1580        |     |
| Santa Maria Maggiore (chiesa) | Vergine Maria         | Pistoia | Pistoia - Vicofaro                  | 5700        |     |

## Vicariato di Quarrata
Comprende 15 parrocchie del comune di Quarrata. La popolazione del territorio ammonta a circa 24.200 unità.
| Parrocchia                        | Patrono                       | Comune   | Frazione/Quartiere    | Popolazione | Web |
| --------------------------------- | ----------------------------- | -------- | --------------------- | ----------- | --- |
| Santa Maria Immacolata            | Vergine Maria                 | Quarrata | Barba                 |             |     |
| San Michele Arcangelo (chiesa)    | San Michele Arcangelo         | Quarrata | Buriano               |             |     |
| Santo Stefano (chiesa)            | Santo Stefano                 | Quarrata | Campiglio di Quarrata |             |     |
| San Biagio                        | San Biagio                    | Quarrata | Casini di Quarrata    |             |     |
| San Maria Assunta (chiesa)        | Vergine Maria                 | Quarrata | Colle di Tizzana      |             |     |
| Santa Filippo e Giacomo (chiesa)  | San Filippo e San Giacomo     | Quarrata | Ferruccia             |             |     |
| Santo Stefano (chiesa)            | Santo Stefano                 | Quarrata | Lucciano              |             |     |
| San Giovanni Evangelista (chiesa) | San Giovanni Evangelista      | Quarrata | Montemagno            |             |     |
| Santa Maria Assunta               | Vergine Maria                 | Quarrata | Quarrata              |             |     |
| Santi Simone e Taddeo (chiesa)    | San Simone e San Giuda Taddeo | Quarrata | Santallemura          |             |     |
| San Germano (chiesa)              | San Germano                   | Quarrata | Santonuovo            |             |     |
| San Bartolomeo (chiesa)           | San Bartolomeo                | Quarrata | Tizzana               |             |     |
| Santi Maria e Clemente (chiesa)   | Vergine Maria e San Clemente  | Quarrata | Valenzatico           |             |     |
| San Michele Arcangelo (chiesa)    | San Michele Arcangelo         | Quarrata | Vignole               |             |     |
| San Giuseppe Artigiano            | San Giuseppe                  | Quarrata | Violina               |             |     |

## Vicariato di Poggio a Caiano-Carmignano
Comprende 14 parrocchie dei comuni di Capraia e Limite, Carmignano e Poggio a Caiano. La popolazione del territorio ammonta a circa 24.500 unità.
| Parrocchia                       | Patrono                      | Comune           | Frazione/Quartiere       | Popolazione | Web |
| -------------------------------- | ---------------------------- | ---------------- | ------------------------ | ----------- | --- |
| Santi Maria e Leonardo (chiesa)  | Vergine Maria e San Leonardo | Carmignano       | Artimino                 |             |     |
| Santa Maria Assunta (chiesa)     | Vergine Maria                | Carmignano       | Bacchereto               |             |     |
| San Francesco d’Assisi (chiesa)  | San Francesco d’Assisi       | Poggio a Caiano  | Bonistallo               |             |     |
| Santa Maria Assunta (chiesa)     | Vergine Maria                | Poggio a Caiano  | Bonistallo               |             |     |
| San Michele Arcangelo (chiesa)   | San Michele Arcangelo        | Carmignano       | Carmignano               |             |     |
| San Michele Arcangelo (chiesa)   | San Michele Arcangelo        | Carmignano       | Comeana                  |             |     |
| San Lorenzo (chiesa)             | San Lorenzo                  | Carmignano       | Montalbiolo              |             |     |
| Santa Maria del Rosario (chiesa) | Vergine Maria                | Poggio a Caiano  | Poggio a Caiano          |             |     |
| Santo Stefano (chiesa)           | Santo Stefano                | Carmignano       | Poggio alla Malva        |             |     |
| San Martino (chiesa)             | San Martino                  | Capraia e Limite | San Martino in Campo     |             |     |
| Santa Cristina                   | Santa Cristina               | Carmignano       | Santa Cristina a Mezzana |             |     |
| Santa Cristina (chiesa)          | Santa Cristina               | Poggio a Caiano  | Santa Cristina in Pilli  |             |     |
| San Pietro (chiesa)              | San Pietro                   | Carmignano       | Seano                    |             |     |
| San Pietro                       | San Pietro                   | Carmignano       | Verghereto               |             |     |

## Vicariato di Agliana-Montemurlo
Comprende 14 parrocchie dei comuni di Agliana, Montale, Montemurlo e Pistoia. La popolazione del territorio ammonta a circa 48.100 unità.
| Parrocchia                                    | Patrono                   | Comune     | Frazione/Quartiere     | Popolazione | Web  |
| --------------------------------------------- | ------------------------- | ---------- | ---------------------- | ----------- | ---- |
| Santa Maria Maddalena de’ Pazzi (chiesa)      | Maria Maddalena de' Pazzi | Montemurlo | Bagnolo                | 3300        |      |
| Santissima Annunziata                         | Vergine Maria             | Pistoia    | Chiesina Montalese     | 880         |      |
| Santa Maria Madre di Dio                      | Vergine Maria             | Montemurlo | Fornacelle             | 3000        |      |
| San Giovanni Evangelista (chiesa)             | San Giovanni Evangelista  | Montale    | Montale                | 6400        |      |
| Sacro Cuore (chiesa) (pieve della Rocca)      |                           | Montemurlo | Montemurlo             | 8200        |      |
| Santa Maria Madre della Chiesa                | Vergine Maria             | Montemurlo | Oste di Montemurlo     | 4500        | sito |
| San Martino                                   | San Martino               | Montale    | Fognano                | 630         | sito |
| San Michele Arcangelo (chiesa)                | San Michele Arcangelo     | Agliana    | San Michele ad Agliana | 1800        |      |
| San Niccolò (chiesa)                          | San Niccolò               | Agliana    | San Niccolò ad Agliana | 5500        |      |
| San Pietro (chiesa)                           | San Pietro                | Agliana    | San Pietro ad Agliana  | 6450        |      |
| Santa Maria Assunta                           | Vergine Maria             | Pistoia    | Santomato              | 1400        |      |
| Cristo Risorto (vecchia chiesadi Santa Maria) |                           | Agliana    | Spedalino Asinelli     | 3000        |      |
| San Giacomo                                   | San Giacomo               | Montale    | Stazione di Montale    | 1200        |      |
| San Michele Arcangelo                         | San Michele Arcangelo     | Montale    | Tobbiana               | 1050        | sito |

## Vicariato dell’Ombrone-Limentra
Comprende 31 parrocchie dei comuni di Pistoia e Sambuca Pistoiese. La popolazione del territorio ammonta a circa 19.400 unità.
| Parrocchia                                    | Patrono                        | Comune            | Frazione/Quartiere        | Popolazione | Web |
| --------------------------------------------- | ------------------------------ | ----------------- | ------------------------- | ----------- | --- |
| San Sebastiano                                | San Sebastiano                 | Pistoia           | Arcigliano                | 200         |     |
| San Michele Arcangelo                         | San Michele Arcangelo          | Pistoia           | Baggio                    | 200         |     |
| San Pietro                                    | San Pietro                     | Pistoia           | Campiglio di Cireglio     | 400         |     |
| San Pietro                                    | San Pietro                     | Pistoia           | Candeglia                 | 1100        |     |
| Madonna della Salute                          | Vergine Maria                  | Pistoia           | Capostrada                | 3200        |     |
| Santi Maria e Pancrazio (chiesa)              |                                | Pistoia           | Cireglio                  | 900         |     |
| Santa Maria Assunta                           | Vergine Maria                  | Pistoia           | Gello                     | 1750        |     |
| San Niccolò                                   | San Niccolò                    | Pistoia           | Germinaia                 | 80          |     |
| Santa Maria                                   | Vergine Maria                  | Pistoia           | Le Grazie di Saturnana    | 380         |     |
| San Martino                                   | San Martino                    | Pistoia           | Iano                      | 270         |     |
| Santo Stefano Papa                            | Papa Stefano                   | Sambuca Pistoiese | Monachino                 | 30          |     |
| Santi Maria e Frediano (chiesa)               | Vergine Maria e San Frediano   | Sambuca Pistoiese | Pavana                    | 760         |     |
| San Michele Arcangelo (chiesa)                | San Michele Arcangelo          | Pistoia           | Piazza                    | 550         |     |
| Santa Maria Assunta (chiesa)                  | Vergine Maria                  | Pistoia           | Piteccio                  | 1130        |     |
| San Jacopo (chiesa)                           | San Giacomo e San Cristoforo   | Sambuca Pistoiese | Castello di Sambuca       | 110         |     |
| San Matteo Apostolo (chiesa)                  | Matteo apostolo ed evangelista | Pistoia           | Sammommè                  | 290         |     |
| San Felice (chiesa)                           | San Felice                     | Pistoia           | San Felice                | 920         |     |
| San Giorgio                                   | San Giorgio                    | Pistoia           | San Giorgio all’Ombrone   | 1100        |     |
| San Pellegrino                                | San Pellegrino                 | Pistoia           | San Pellegrino al Cassero | 70          |     |
| Sant'Alessio                                  | Sant'Alessio                   | Pistoia           | Sant’Alessio              | 760         |     |
| San Silvestro (chiesa)                        | San Silvestro                  | Pistoia           | Santomoro                 | 500         |     |
| Sant'Andrea                                   | Sant'Andrea                    | Pistoia           | Sarripoli                 | 450         |     |
| San Giovanni Battista (chiesa)                | San Giovanni Battista          | Pistoia           | Saturnana                 | 300         |     |
| San Bartolomeo (chiesa)                       | San Bartolomeo                 | Pistoia           | Spedaletto                | 30          |     |
| Santa Maria Assunta                           | Vergine Maria                  | Sambuca Pistoiese | Torri                     | 65          |     |
| San Michele Arcangelo (chiesa)                | San Michele Arcangelo          | Sambuca Pistoiese | Treppio                   | 250         |     |
| San Lorenzo (chiesa)                          | San Lorenzo                    | Pistoia           | Uzzo                      | 230         |     |
| San Romano (chiesa)                           | San Romano                     | Pistoia           | Valdibrana                | 940         |     |
| Santuario della Madonna delle Grazie (chiesa) | Vergine Maria                  | Pistoia           | Valdibrana                |             |     |
| San Giovanni Evangelista (chiesa)             | San Giovanni Evangelista       | Pistoia           | Valdibure                 | 1500        |     |
| Sant'Antonio da Padova                        | Sant'Antonio da Padova         | Pistoia           | Villa di Baggio           | 500         |     |

## Vicariato del Bottegone
Comprende 9 parrocchie del comune di Pistoia. La popolazione del territorio ammonta a circa 14.800 unità.
| Parrocchia                   | Patrono                    | Comune  | Frazione/Quartiere          | Popolazione | Web                                          |
| ---------------------------- | -------------------------- | ------- | --------------------------- | ----------- | -------------------------------------------- |
| Santa Maria Assunta (chiesa) | Vergine Maria              | Pistoia | Badia a Pacciana            | 800         |                                              |
| San Michele Arcangelo        | San Michele Arcangelo      | Pistoia | Bottegone                   | 3500        | http://www.parrocchiasantangelobottegone.it/ |
| Santa Maria Assunta          | Vergine Maria              | Pistoia | Canapale                    | 1330        |                                              |
| Santa Maria Assunta          | Vergine Maria              | Pistoia | Chiazzano                   | 1200        |                                              |
| Santa Maria Assunta          | Vergine Maria              | Pistoia | Masiano                     | 1500        |                                              |
| Santi Maria e Biagio         | Vergine Maria e San Biagio | Pistoia | Piuvica                     | 1100        |                                              |
| San Niccolò                  | San Niccolò                | Pistoia | Ramini                      | 2350        |                                              |
| San Pietro                   | San Pietro                 | Pistoia | San Pierino Casa al Vescovo | 1020        | sito                                         |
| San Sebastiano               | San Sebastiano             | Pistoia | San Sebastiano a Piuvica    | 1450        |                                              |

## Vicariato del Vincio
Comprende 19 parrocchie dei comuni di Marliana, Pistoia, San Marcello Piteglio e Serravalle Pistoiese. La popolazione del territorio ammonta a circa 16.200 unità.
| Parrocchia                       | Patrono                             | Comune                | Frazione/Quartiere       | Popolazione | Web |
| -------------------------------- | ----------------------------------- | --------------------- | ------------------------ | ----------- | --- |
| San Michele Arcangelo            | San Michele Arcangelo               | Marliana              | Avaglio                  |             |     |
| San Miniato (chiesa)             | San Miniato                         | San Marcello Piteglio | Calamecca                |             |     |
| San Pietro (chiesa)              | San Pietro                          | Serravalle Pistoiese  | Casalguidi               |             |     |
| San Bartolomeo (chiesa)          | San Bartolomeo                      | Marliana              | Casore del Monte         |             |     |
| Santi Filippo e Giacomo          | San Filippo e San Giacomo           | Serravalle Pistoiese  | Castellina               |             |     |
| San Pancrazio (chiesa)           | San Pancrazio                       | Pistoia               | Celle                    |             |     |
| Santi Pietro e Girolamo (chiesa) | San Pietro e San Girolamo           | Pistoia               | Collina                  |             |     |
| Santa Maria Assunta (chiesa)     | Vergine Maria                       | San Marcello Piteglio | Crespole                 |             |     |
| San Bartolomeo                   | San Bartolomeo                      | San Marcello Piteglio | Lanciole                 |             |     |
| San Niccolò (chiesa)             | San Niccolò                         | Marliana              | Marliana                 |             |     |
| San Donato (chiesa)              | San Donato                          | Marliana              | Momigno                  |             |     |
| Santi Giusto e Lucia (chiesa)    | San Giusto e Santa Lucia            | Marliana              | Montagnana               |             |     |
| Sacro Cuore di Gesù              |                                     | Serravalle Pistoiese  | Ponte di Serravalle      |             |     |
| San Pantaleo                     | San Pantaleo                        | Pistoia               | San Pantaleo all’Ombrone |             |     |
| San Pietro                       | San Pietro                          | Pistoia               | San Pietro in Vincio     |             |     |
| San Leonardo (chiesa)            | San Leonardo                        | Marliana              | Serra Pistoiese          |             |     |
| Santo Stefano (chiesa)           | Santo Stefano                       | Serravalle Pistoiese  | Serravalle Pistoiese     |             |     |
| Santi Maria Maddalena e Lazzaro  | Santa Maria Maddalena e San Lazzaro | Pistoia               | Spazzavento              |             |     |
| Santi Lucia e Marcello (chiesa)  | Santa Lucia e San Marcello          | Serravalle Pistoiese  | Vinacciano               |             |     |

## Vicariato del Montalbano Occidentale
Comprende 15 parrocchie dei comuni di Capraia e Limite, Lamporecchio e Vinci. La popolazione del territorio ammonta a circa 18.500 unità.
| Parrocchia                         | Patrono                     | Comune           | Frazione/Quartiere   | Popolazione | Web |
| ---------------------------------- | --------------------------- | ---------------- | -------------------- | ----------- | --- |
| Santo Stefano (chiesa)             | Santo Stefano               | Capraia e Limite | Capraia Fiorentina   |             |     |
| San Pietro                         | San Pietro                  | Capraia e Limite | Castra               |             |     |
| Santa Maria Assunta                | Vergine Maria               | Vinci            | Collegonzi           |             |     |
| Santa Maria Assunta (chiesa)       | Vergine Maria               | Vinci            | Faltognano           |             |     |
| Santo Stefano (chiesa)             | Santo Stefano               | Lamporecchio     | Lamporecchio         |             |     |
| Santa Maria Assunta (chiesa)       | Vergine Maria               | Capraia e Limite | Limite sull'Arno     |             |     |
| Santa Teresa del Bambino Gesù      | Santa Teresa di Lisieux     | Lamporecchio     | Mastromarco          |             |     |
| Santa Maria Assunta (chiesa)       | Vergine Maria               | Lamporecchio     | Orbignano            |             |     |
| San Giorgio (chiesa)               | San Giorgio                 | Lamporecchio     | Porciano             |             |     |
| Santi Baronto e Desiderio (chiesa) | San Baronto e San Desiderio | Lamporecchio     | San Baronto          |             |     |
| San Donato                         | San Donato                  | Vinci            | San Donato in Greti  |             |     |
| San Pietro (chiesa)                | San Pietro                  | Vinci            | Sant’Amato di Vinci  |             |     |
| San Giovanni Battista (chiesa)     | San Giovanni Battista       | Vinci            | Sant’Ansano in Greti |             |     |
| Santa Croce (chiesa)               |                             | Vinci            | Vinci                |             |     |
| San Pietro                         | San Pietro                  | Vinci            | Vitolini             |             |     |

## Vicariato del Reno e della Montagna
Comprende 24 parrocchie dei comuni di Abetone Cutigliano, Pistoia, San Marcello Piteglio e Sambuca Pistoiese. La popolazione del territorio ammonta a circa 11.600 unità.
| Parrocchia                     | Patrono                      | Comune                | Frazione/Quartiere     | Popolazione | Web |
| ------------------------------ | ---------------------------- | --------------------- | ---------------------- | ----------- | --- |
| San Leopoldo (chiesa)          | San Leopoldo                 | Abetone Cutigliano    | Abetone                |             |     |
| San Paolino                    | San Paolino                  | San Marcello Piteglio | Bardalone              |             |     |
| Santa Barbara                  | Santa Barbara                | San Marcello Piteglio | Campo Tizzoro          |             |     |
| San Bartolomeo (chiesa)        | San Bartolomeo               | Abetone Cutigliano    | Cutigliano             |             |     |
| Santa Maria Assunta (chiesa)   | Vergine Maria                | San Marcello Piteglio | Gavinana               |             |     |
| San Paolo Apostolo             | San Paolo                    | San Marcello Piteglio | La Lima                |             |     |
| San Prudenzio                  | San Prudenzio                | Sambuca Pistoiese     | Lagacci                |             |     |
| Madonna della Neve             | Vergine Maria                | San Marcello Piteglio | Limestre               |             |     |
| Santa Maria Assunta (chiesa)   | Vergine Maria                | San Marcello Piteglio | Lizzano Pistoiese      |             |     |
| San Biagio (chiesa)            | San Biagio                   | San Marcello Piteglio | Mammiano               |             |     |
| San Gregorio Magno (chiesa)    | San Gregorio Magno           | San Marcello Piteglio | Maresca                |             |     |
| San Giovanni Crisostomo        | San Giovanni Crisostomo      | Abetone Cutigliano    | Melo                   |             |     |
| Sant’Anastasio                 | Sant’Anastasio               | Pistoia               | Orsigna                |             |     |
| Santi Maria e Cirillo          | Vergine Maria e San Cirillo  | Abetone Cutigliano    | Pian degli Ontani      |             |     |
| San Policarpo                  | San Policarpo                | Abetone Cutigliano    | Pianosinatico          |             |     |
| Sant'Ilario                    | Sant'Ilario                  | Pistoia               | Le Piastre             |             |     |
| Santa Maria Assunta            | Vergine Maria                | San Marcello Piteglio | Piteglio               |             |     |
| Santi Maria e Isidoro (chiesa) | Vergine Maria e Sant'Isidoro | San Marcello Piteglio | Pontepetri             |             |     |
| Santa Maria Assunta            | Vergine Maria                | San Marcello Piteglio | Popiglio               |             |     |
| San Lorenzo                    | San Lorenzo                  | Pistoia               | Pracchia               |             |     |
| San Basilio                    | San Basilio                  | San Marcello Piteglio | Prunetta               |             |     |
| Santi Rocco e Sebastiano       | San Rocco e San Sebastiano   | Abetone Cutigliano    | Rivoreta               |             |     |
| San Marcello (chiesa)          | San Marcello                 | San Marcello Piteglio | San Marcello Pistoiese |             |     |
| San Lorenzo (chiesa)           | San Lorenzo                  | San Marcello Piteglio | Spignana               |             |     |